# Böhse Enkelz
Böhse Enkelz ist ein Mixtape der Berliner Hip-Hop-Formation K.I.Z. Es erschien am 17. Februar 2006 über das Independent-Label Royal Bunker. Neben der Standard-Version erschien auch eine 2-CD Screwed & Chopped Edition, auf der Neuabmischungen zu den Liedern des ersten Albums enthalten sind.

## Inhalt
Neben dem für K.I.Z typischen Rapstil, der durch Provokationen, Sexismus, schwarzen Humor und Ironie gekennzeichnet ist, fallen bei Böhse Enkelz vor allem satirische Elemente und Parodien auf. So werden viele bekannte Rapsongs parodiert, wie z. B. das Liebes Lied der Beginner, welches kurzerhand in Riesenglied umbenannt wird. Das Intro ist an Schrei nach Liebe von Die Ärzte angelehnt. Hierbei wird das Wort Arschloch in Hurensohn geändert. Die unkorrekte Schreibweise des Titels ist an den Namen der Band Böhse Onkelz angelehnt.

## Produktion und Samples
Für das Mixtape wurde lediglich ein Beat vollständig neu produziert, dieser stammt von Anatol (Freiwild). Bei Hurensohn RMX wurde der Beat des Songs Hurensohn von J. Baracus aus dem Vorgänger-Album Das RapDeutschlandKettensägenMassaker wiederverwendet. Die restlichen Tracks bestehen aus Samples oder komplett aus Produktionen von Liedern anderer Interpreten. Beispiele hierfür sind Bong verkippt (Original: Monstershit von Kool Savas und Azad) sowie Wir werden jetzt Stars (Original: Wir waren mal Stars von Torch und Toni-L). Sämtliche Quellen sind unter Titelliste aufgelistet.

## Covergestaltung
Auf dem Albumcover ist eine Kinderkrippe mit eingraviertem Herz zu sehen, die mit einem blauen Vorhang verziert ist. Rings um die Krippe herum befinden sich verschiedene Schneidwerkzeuge (Beil, Axt, Kettensäge) sowie mehrere Fleischstücke. Der Hintergrund ist schwarz und am oberen rechten Bildrand befinden sich die Schriftzüge K.I.Z. und böhse enkelz.

## Gastbeiträge
Auf drei Liedern des Mixtapes sind neben den drei Protagonisten andere Künstler vertreten. Der Reutlinger Rapper Tua ist bei This Way RMX zu hören. Außerdem rappt Mad Milian eine englische Strophe auf 17 Jahr blondes Haar und bei Mach sie sagen haben Kuba, Atek und Massimo Gastauftritte.

## Titelliste
| #  | Titel                          | Gastmusiker            | Produzent  | Original-Beat                                                       | Länge |
| -- | ------------------------------ | ---------------------- | ---------- | ------------------------------------------------------------------- | ----- |
| 1  | Intro                          |                        |            | Die Ärzte – Schrei nach Liebe und Cronite – Remember                | 4:06  |
| 2  | Freiwild                       |                        | Anatol     |                                                                     | 3:57  |
| 3  | Hurensohn RMX                  |                        | J. Baracus | K.I.Z – Hurensohn                                                   | 3:57  |
| 4  | Wir werden jetzt Stars         |                        |            | Torch und Toni L – Wir waren mal Stars                              | 3:56  |
| 5  | Bong verkippt                  |                        |            | Kool Savas und Azad – Monstershit                                   | 1:41  |
| 6  | This Way RMX                   | Tua                    |            | Dilated Peoples und Kanye West – This Way                           | 4:00  |
| 7  | Riesenglied                    |                        |            | Beginner – Liebeslied                                               | 2:42  |
| 8  | Was willst Du machen?!         |                        |            | R. Kelly – Ignition                                                 | 3:23  |
| 9  | Los geht’s                     |                        |            | Trick Daddy feat. Twista und Lil Jon – Let’s Go                     | 3:37  |
| 10 | Frei sein RMX                  |                        |            | Xavier Naidoo – Frei sein                                           | 3:44  |
| 11 | 17 Jahr blondes Haar           | Mad Milian             |            | Ce'Cile – Honey (Clappas Riddim)                                    | 3:36  |
| 12 | Mach sie sagen                 | Kuba, Atek und Massimo |            | Master P – Make Em Say Uhh                                          | 5:19  |
| 13 | Wie ein Truthahn               |                        |            | Aphex Twin – Window Licker                                          | 3:48  |
| 14 | Outro                          |                        | Grzegorz   | The White Stripes – Seven Nation Army und Eurythmics – Sweet Dreams | 8:48  |
| 14 | Ich esse Reiche (Hidden-Track) |                        | Grzegorz   | Tic Tac Toe – Ich find’ dich scheiße                                | 8:48  |

CD 2 der Screwed & Chopped Edition (Remixe der Songs von Das RapDeutschlandKettensägenMassaker + ein Bonustrack):
| #  | Titel                                 | Gastmusiker    | Länge |
| -- | ------------------------------------- | -------------- | ----- |
| 1  | Intro                                 |                | 2:02  |
| 2  | Das Rapdeutschlandkettensägenmassaker | Kuba und Robin | 4:24  |
| 3  | Hurensohn                             |                | 5:04  |
| 4  | Der Flavour (Skit)                    |                | 0:47  |
| 5  | In der Nacht                          | Spleen         | 4:20  |
| 6  | Alles Schlampen außer Mutti           |                | 4:44  |
| 7  | Tanz                                  |                | 4:17  |
| 8  | Kurth (Skit)                          |                | 0:15  |
| 9  | Autofokus                             |                | 4:02  |
| 10 | Karate                                |                | 2:41  |
| 11 | Nagellackentfernerfotze               |                | 1:35  |
| 12 | Halbzeit (Skit)                       |                | 0:18  |
| 13 | Schweinehaxxxen                       |                | 3:17  |
| 14 | Pferderücken                          |                | 4:27  |
| 15 | Das Game (Skit)                       |                | 0:37  |
| 16 | Schlafmittel                          |                | 3:42  |
| 17 | Ich nehm alles (Skit)                 |                | 0:25  |
| 18 | Tekknohurensohn                       |                | 1:44  |
| 19 | Outro                                 |                | 1:08  |
| 20 | Raus aus der Stadt (Hidden-Track)     |                | 4:02  |
| 21 | Mensch isst Mensch (Bonustrack)       |                | 3:57  |

## Informationen zu einzelnen Liedern
Freiwild
Dieser Song ist der einzige, zu dem ein Video gedreht wurde. Außerdem enthält nur er kein Sample eines anderen Liedes.

## Rezeption
| Professionelle Bewertungen | Professionelle Bewertungen |
| -------------------------- | -------------------------- |
| Kritiken                   |                            |
| Quelle                     | Bewertung                  |
| laut.de                    | [ 2 ]                      |

Dominik Lippe von laut.de bewertete Böhse Enkelz in der Kolumne Meilensteine 2021 rückblickend mit fünf von fünf möglichen Punkten. Er bezeichnet das Mixtape als „Spektakel, das auf den hiesigen Schulhöfen einen mächtigen Eindruck hinterließ, mit einem Dominanzgebaren wie im Affenstall.“ Es gehe „trotz des Unterhaltungsfaktors eher stumpf als feierlich zu“ und die Rapper schafften „dank satirischer Elemente Distanz zu ihren Texten,“ wobei sie „jede Menge Vorbilder durch den Fleischwolf“ drehten.